# Black Moon (альбом)
Black Moon — восьмой студийный альбом английской группы Emerson, Lake & Palmer, выпущенный в мае 1992 года. Это первый альбом, созданный группой после 14-летнего перерыва: предыдущий альбом Love Beach был выпущен в 1978 году, после чего группа распалась.
Этот альбом получил смешанные оценки музыкальных критиков. По словам одного из них (Джим Аллен из AllMusic), в нём «острая цифровая электроника заменяет классические аналоговые синтезаторные звуки Кита Эмерсона, а причудливые, вдохновленные классикой эпопеи прог-рока былых времён преобразуются в более доступный мейнстримовый рок-формат, хотя некоторые следы винтажного стиля трио всё ещё появляются».

## Список композиций
| №   | Название                                                                                        | Длительность |
| --- | ----------------------------------------------------------------------------------------------- | ------------ |
| 1.  | «Black Moon» (Keith Emerson, Greg Lake, Carl Palmer)                                            | 6:56         |
| 2.  | «Paper Blood» (Emerson, Lake, Palmer)                                                           | 4:26         |
| 3.  | «Affairs of the Heart» (Geoff Downes, Lake)                                                     | 3:46         |
| 4.  | «Romeo and Juliet» (Sergei Prokofiev, "Dance of the Knights" from the eponymous ballet, Op. 64) | 3:43         |
| 5.  | «Farewell to Arms» (Emerson, Lake)                                                              | 5:08         |
| 6.  | «Changing States» (Emerson)                                                                     | 6:02         |
| 7.  | «Burning Bridges» (Mark Mancina)                                                                | 4:41         |
| 8.  | «Close to Home» (Emerson)                                                                       | 4:33         |
| 9.  | «Better Days» (Emerson, Lake)                                                                   | 5:33         |
| 10. | «Footprints in the Snow» (Lake)                                                                 | 3:50         |

## Участники записи
- Кит Эмерсон — клавишные (GOFF Professional MIDI Hammond C-3, Yamaha GX-1, Steinway Grand Piano, Modular Moog, Minimoog)
- Грег Лейк — вокал, гитары, тексты, гармоника
- Карл Палмер — ударные, перкуссия

## Позиции в хит-парадах
| Чарт (1992)                     | Высшая позиция |
| ------------------------------- | -------------- |
| Германия (Offizielle Top 100)   | 45             |
| Канада (RPM Top Albums/CDs)     | 66             |
| Нидерланды (Album Top 100)      | 77             |
| США (Billboard 200)             | 78             |
| Швейцария (Schweizer Hitparade) | 23             |
| Япония (Oricon)                 | 16             |